# سازمان پیمان امنیت جمعی
سازمان پیمان امنیت جمعی (به انگلیسی: Collective Security Treaty Organization، CSTO) (به روسی: Организация Договора о Коллективной Безопасности) یک ائتلاف نظامی بین‌دولتی در اوراسیا است که شش کشور از کشورهای پساشوروی در آن عضویت دارند: ارمنستان، بلاروس، قزاقستان، قرقیزستان، روسیه و تاجیکستان. این معاهده ریشه در نیروهای مسلح شوروی داشت که در سال ۱۹۹۲ با نیروهای مسلح متحد کشورهای مشترک‌المنافع جایگزین شد و سپس خود، با نیروهای مسلح مجزای کشورهای مستقل مربوطه جایگزین شد.
سازمان پیمان امنیت جمعی یکی از سازمان‌های فعال رزمی و چندمنظوره در حوزهٔ آسیای مرکزی و قفقاز است. پس از فروپاشی اتحاد جماهیر شوروی توان سیاسی، اقتصادی و رزمی فدراسیون روسیه کاهش یافت. روسیه به هدف بالابردن ظرفیت‌ها و متحد نگه داشتنِ کشورهای عضو پیشین، چنین سازمانی را پایه‌گذاشت.
یکی از دیگر از اهداف عمدهٔ این سازمان، محدود کردن زمینهٔ گسترش ناتو و نفوذ ایالات متحده آمریکا در حوزهٔ کشورهای همسایه و متحدان پیشینِ آن است. دولت روسیه می‌خواست با ایجاد ساختارهای تازه سیاسی، اقتصادی و رزمی بازیگرِ اصلی در منطقهٔ آسیای میانه و قفقاز باشد.

## اعضا
| کشور      | وضعیت    | سال عضویت |
| --------- | -------- | --------- |
| ارمنستان  | عضو دائم | ۱۹۹۴      |
| بلاروس    | عضو دائم | ۱۹۹۴      |
| قزاقستان  | عضو دائم | ۱۹۹۴      |
| قرقیزستان | عضو دائم | ۱۹۹۴      |
| روسیه     | عضو دائم | ۱۹۹۴      |
| تاجیکستان | عضو دائم | ۱۹۹۴      |

### اعضای سابق
| کشور             | وضعیت         | سال عضویت                     | سال خروج                      |
| ---------------- | ------------- | ----------------------------- | ----------------------------- |
| جمهوری آذربایجان | عضو دائم سابق | ۱۹۹۴                          | ۱۹۹۹                          |
| گرجستان          | عضو دائم سابق | ۱۹۹۴                          | ۱۹۹۹                          |
| ازبکستان         | عضو دائم سابق | ۱۹۹۴ (بار اول) ۲۰۰۶ (بار دوم) | ۱۹۹۹ (بار اول) ۲۰۱۲ (بار دوم) |

### اعضای ناظر
| کشور                   | شرکت‌کننده                            | وضعیت            | سال عضویت |
| ---------------------- | ------------------------------------ | ---------------- | --------- |
| صربستان                | مجمع ملی جمهوری صربستان              | کشور ناظر غیرعضو | ۲۰۱۳      |
| اتحادیه روسیه و بلاروس | مجمع پارلمانی اتحادیه بلاروس و روسیه | دولت ناظر غیرعضو | ۱۹۹۹      |
| افغانستان              | شورای ملی افغانستان                  | کشور ناظر غیرعضو | ۲۰۱۳      |

این پیمان در ۱۵ مه ۱۹۹۲ در شهر تاشکند ازبکستان امضا شد. امضاکنندگان این پیمان کشورهای ارمنستان، قزاقستان، قرقیزستان، تاجیکستان، ازبکستان روسیه بودند. جمهوری آذربایجان در ۲۴ سپتامبر ۱۹۹۳، گرجستان در ۹ دسامبر ۱۹۹۳ و بلاروس در ۳۱ دسامبر ۱۹۹۳ این پیمان را امضا نمودند و پیمان مذکور از ۲۰ آوریل ۱۹۹۴ رسماً فعالیتش را آغاز کرد. مدت فعالیت سازمان پیمان امنیت جمعی در آغاز، در صورت عدم تمدید، پنج سال تعیین شده بود. در ۲ آوریل ۱۹۹۹ تنها شش کشور عضو، پروتکلی را مبنی بر تجدید پیمان برای پنج سال دیگر امضا نمودند. اما سه عضو دیگر (جمهوری آذربایجان، گرجستان و ازبکستان) از امضای این پروتکل خودداری نموده و از آن خارج شدند. ازبکستان پس از خروج از سازمان پیمان امنیت جمعی عضویت سازمان توسعه اقتصادی و دموکراسی گوآم پیوست که در سال ۱۹۹۷ توسط گرجستان، اوکراین، جمهوری آذربایجان و مولداوی برای مقابله با تأثیر روسیه در منطقه بنیادگذاری شده‌بود. این گروه در بسیاری از موارد دید مخالف با روسیه داشت؛ یعنی هنوز ازبکستان مزهٔ جنگ داخلی و پیشروی طالبان را ندیده بود. پس از ۱۹۹۲ و پیشروی فعالیت تندروها در آسیای میانه، تشکیل چنین پیمانی بسیار ضروری پنداشته می‌شد. تاجکستان که پس از ۱۹۹۲ جنگ‌های خونین داخلی را پشت سر می‌گذاشت، بودنِ چنین پیمان رزمی‌ای برایش ارزش زر داشت؛ بنابراین جنگ کشوری بین جمهوری آذربایجان و ارمنستان باعث ادامه درگیری‌ها در منطقه بود؛ زیرا حکومت جمهوری آذربایجان از گلبدین حکمتیار تقاضای همکاری نموده بود و عملاً افراد گلبدین حکمتیار در جمهوری آذربایجان با روسیه می‌جنگیدند. از مفاد عمدهٔ این پیمان این بود که تمامی دولت‌های شرکت‌کننده از تهدید و زور خودداری نمایند. امضاکنندگان این پیمان حق پیوستن به پیمان رزمی دیگری را ندارند و حمله رزمی به یکی از امضاکنندگان پیمان به منزلهٔ تعرّض به همهٔ امضاکنندگان تلقی می‌شد و همه یکجا به دفاع برخیزند.
در هفتم اکتبر ۲۰۰۲ شش عضو، منشوری را امضا نموده و نام پیمان را به سازمان پیمان امنیت جمعی سی.آی. اس تغییر دادند. در سال ۲۰۰۵ چندین رزمایش با شرکت کشورهای عضو انجام شد. در این سال ازبکستان از سازمان توسعه اقتصادی و دموکراسی گوآم خارج شده و روابط نزدیکتری با روسیه برقرار ساخت. در ۲۳ ژانویه ۲۰۰۶ ولادیمیر پوتین اعلام کرد که ازبکستان عضو دائم این پیمان شده است. این پیمان در مجمع عمومی سازمان ملل متحد نقش ناظر را بر عهده دارد. سازمان پیمان امنیت جمعی در ابتدا با اهداف کاملاً رزمی بنیادگذاری شد؛ ولی پس از مدتی برای پیگیری اهداف متعددی شکل گرفت. اما توانست در چوکات سازمان ملل متحد به خود رسمیت بین‌المللی را دهد. دفتر مرکزی سازمان پیمان امنیت دسته‌جمعی در شهر مسکو موقعیت داشته و زبان رسمی آن روسی است. در سال ۲۰۰۷ قرقیزستان و در سال ۲۰۰۸ ارمنستان مدیریت دوره‌ای را برای سازمان پیمان امنیت دسته‌جمعی پیشنهاد نمودند.

## همکاری با سازمان همکاری شانگهای
در اکتبر ۲۰۰۷، سازمان پیمان امنیت دسته‌جمعی موافقت‌نامه‌ای با سازمان همکاری شانگهای دربارهٔ گسترش همکاری‌ها میان دو سازمان در حوزه مسائلی چون؛ فراهم‌سازی امینت، مبارزه با جرائم و قاچاق مواد مخدر در شهر دوشنبه به امضا رسانیدند. در ۶ اکتبر ۲۰۰۷ اعضای سازمان مذکور، به توسعه بیشتر سازمان پیمان امنیت دسته‌جمعی موافقت کردند که زمینه شکل‌گیری یک نیروی حافظ صلح، زیر نظر سازمان ملل متحد یا در یکی از کشورهای عضو بدون نظارت سازمان ملل متحد مستقر شود. این موافقتنامه همچنین به همه کشورهای عضو فرصت می‌دهد تا جنگ‌افزارهای روسی را به قیمت برابر بازارهای داخلی روسیه خریداری نمایند.

## اهداف سازمان
با توجه به این که روسیه یکی از بنیان‌گذاران و طراحان بنیادگذاری سازمان پیمان امنیت دسته‌جمعی است، این کشور اهداف مشخصی در بدو بنیادگذاری سازمان پیمان امنیت دسته‌جمعی دارد. این اهداف در کنار دیگر اهداف پیشتر به اعضا پیشنهاد و مورد تأیید قرار گرفته است.
چکیده اهداف سازمان امنیت جمعی
1. حفظ و فراهم‌سازی امنیت کشورهای عضو
2. مبارزه با تروریسم و جنایات سازمان‌یافته
3. مبارزه با قاچاق مواد مخدر و جنگ‌افزار و جابجایی آن در منطقه
4. مبارزه با تندروی و جدایی‌خواهی
5. ایجاد پایگاه رزمی در برخی کشورهای عضو به هدف افزایش امنیت اعضا
6. پیگیری تحولات افغانستان و پیشنهاد راهکارهای مناسب برای حل بحران‌های این کشور مانند جنگ و مواد مخدر.

## چالش‌ها
سازمان پیمان امنیت جمعی در پیگیری اهداف خود با یک سری چالش مواجه است. این چالش‌ها برآمده از اختلافات، ناهماهنگی‌ها، سوگیری‌های متفاوت و مسائل دیگری است که سازمان را در رسیدن به اهداف اش با کندی مواجه می‌کند. عمده‌ترین چالش‌های موجود در این زمینه را می‌توان چنین برشمرد.
اختلافات و منازعات میان کشورهای عضو روی مسائل مختلفی مانند تعیین حدود مرزی، استفاده از منابع آب، چگونگی روابط و همکاری‌های تجارتی با یکدیگر اختلافات ژرفی دارند. این مسئله نه تنها دشواری بزرگی پیشِ روی سازمان برای رسیدن به اهداف اش پنداشته می‌شود، بلکه باعث تزلزل سازمان و بی‌ثباتی آن نیز می‌شود. این مسئله همراه با سیاستهای بی‌ثبات روسیه، حتی می‌تواند سبب فروپاشی سازمان پیمان امنیت دسته‌جمعی شود.
رویکردهای متفاوت برخی از کشورهای عضو سازمان پیمان امنیت دسته‌جمعی در حوزه روابط خارجی شان
گرایش‌های جمهوری آذربایجان و گرجستان برای پیوستن به ناتو، نمونه‌های برجسته رویکردهای متفاوت کشورهای عضو سازمان پیمان امنیت دسته‌جمعی در سیاست خارجی شان است، این درخواست سرانجام موجب خروج دو کشور مزبور از سازمان پیمان امنیت دسته‌جمعی شد. سوگیری ازبکستان نسبت به آمریکا و روسیه نیز از این دست رویکردها است. این کشور در تلاش است، سیاستی را در پیش گیرد تا از وابستگی بیش از حد به هر دو قدرت بزرگ جهان (آمریکا و روسیه) خود را دور نگه‌دارد.
بنیادگذاری پایگاه‌های رزمی در خاک کشورهای عضو سازمان پیمان امنیت دسته‌جمعی، که با اجازه برخی کشورهای عضو پیمان و در راستای اهداف آمریکا صورت گرفته است، نیز موجب فاصله گرفتن پیمان از اهداف اولیه خود شده است.
عدم ثبات برخی اعضای سازمان در زمینه همکاری و عضویت شان در سازمان پیمان امنیت دسته‌جمعی.
گرجستان و جمهوری آذربایجان از جمله کشورهای هستند که با وجود امضای موافقتنامه نخستین برای بنیادگذاری سازمان پیمان امنیت دسته‌جمعی، بعداً از عضویت سازمان پیمان امنیت دسته‌جمعی خارج شدند. ازبکستان نیز در سال ۱۹۹۹ از عضویت سازمان مذکور خارج شد، اما بخاطر تحولات در مسائل سیاسی منطقه و به‌ویژه پس از رویدادهای اندیجان، دوباره به عضویت سازمان پیمان امنیت دسته‌جمعی درآمد؛ ولی به‌تازگی دوباره از سازمان دوری گرفته است این مسائل نشاندهنده این واقعیت است که اعضای سازمان پیمان امنیت دسته‌جمعی به صورت جدی روی سازمان پیمان امنیت دسته‌جمعی حساب ننموده و در صورت که فرصت بهتری برای پیوستن به سازمان دیگری مساعد شود، از سازمان پیمان امنیت دسته‌جمعی خارج می‌شوند. رفتار این چنین کشورهای عضو نسبت به سازمان پیمان امنیت دسته‌جمعی، زمینه رشد و توسعه سازمان پیمان امنیت دسته‌جمعی را در سطح یک سازمان کارا منطقه‌ای از بین می‌برد.